# Lista de representantes permanentes do Paquistão nas Nações Unidas
Esta é uma lista de representantes permanentes do Paquistão, ou outros chefes de missão, junto da Organização das Nações Unidas em Nova Iorque.
O Paquistão foi admitido como membro das Nações Unidas a 30 de setembro de 1947.
| Início | Término   | Representante permanente (Chefe de missão) | Cargo                    | Credenciais |
| ------ | --------- | ------------------------------------------ | ------------------------ | ----------- |
| 1951   | 1954      | Patras Bokhari                             | Representante permanente |             |
|        |           | Mohammad Mir Khan                          | Representante permanente |             |
| 1958   | 1960      | Ali Khan                                   | Representante permanente |             |
| 1961   | 1964      | Muhammad Zafarullah Khan                   | Representante permanente |             |
| 1964   | 1967      | Syed Amjad Ali                             | Representante permanente |             |
| 1967   | 1972      | Agha Shahi                                 | Representante permanente |             |
| 1972   |           | Iqbal Akhund                               | Representante permanente |             |
| 1978   | 1982      | Niaz A. Naik                               | Representante permanente |             |
| 1982   | 1989      | Sardar Shah Nawaz                          | Representante permanente |             |
| 1990   | 1995      | Jamsheed Marker                            | Representante permanente |             |
| 1995   | 1999      | Ahmad Kamal                                | Representante permanente |             |
| 1999   | 2000      | Inam-ul-Haq                                | Representante permanente | 1999-08-10  |
| 2000   | 2002      | Shamshad Ahmad                             | Representante permanente | 2000-03-03  |
| 2002   | 2008      | Munir Akram                                | Representante permanente | 2002-05-28  |
| 2008   | 2012      | Hussain Haroon                             | Representante permanente | 2008-09-08  |
| 2012   | 2015      | Masood Khan                                | Representante permanente | 2012-10-12  |
| 2015   | 30-9-2019 | Maleeha Lodhi                              | Representante permanente | 2015-03-10  |
| 2019   | atual     | Munir Akram                                | Representante permanente |             |